# Svenska Varv
Svenska Varv AB, senare Celsius AB, var ett statligt företag som bildades för att avveckla den svenska varvsindustrin under 1970- och 1980-talet. Svenska Varv bestod av Götaverken, Uddevallavarvet och Karlskronavarvet vid bildandet den 22 juni 1977. Senare tillkom Eriksberg, Finnboda, Kockums och Öresundsvarvet. Efter att de flesta storvarven lagts ned ändrade bolaget namn till Celsius Industrier AB 1987. Samtidigt ändrades inriktning mot försvarsindustri. Celsius fusionerades 1991 med Förenade Fabriksverken, en statlig tillverkare av bland annat ammunition, och Bofors köptes från Nobel Industrier. Från 1991 hade bolaget en helt annan karaktär och inte mycket mer än namnet gemensamt med det företag som existerade 1987-1990.
Under perioden 1978-1982 pågick det statligt finansierade forsknings- och kulturarvsprojektet "Svensk varvsindustri i Göteborg". Detta var ett samarbete mellan Svenska Varv, Göteborgs universitet (historiska institutionen och ekonomisk-historiska institutionen), Landsarkivet i Göteborg, samt några av stadens museer, däribland Göteborgs stadsmuseum, Sjöfartsmuseet och Industrimuseet. Syftet var att samla in, ordna, dokumentera och bevara spår av verksamheterna, samt att genomföra forskning med hjälp av materialet. Som en följd av projektet överlämnades Götaverkens och Eriksbergs arkiv till Landsarkivet. Dessutom producerades åtta bokmanus av forskare, museirapporter och en utställning.
1993 börsintroducerades Celsius; staten behöll en minoritet av aktierna. Celsius-koncernen köptes upp av Saab AB 1999.